# Jesse Smith
Jesse Aaron Smith (* 27. April 1983 in Kailua, Hawaii) ist ein ehemaliger Wasserballspieler aus den Vereinigten Staaten. Er gewann 2008 die olympische Silbermedaille. Fünfmal siegte er mit dem Team der Vereinigten Staaten bei den Panamerikanischen Spielen.

## Karriere
Jesse Smith gehörte ab 2002 zur Nationalmannschaft. Im Jahr darauf  belegte die Mannschaft den sechsten Platz bei den Weltmeisterschaften 2003. Im gleichen Jahr siegte das US-Team bei den Panamerikanischen Spielen 2003 im Finale gegen die brasilianische Mannschaft. Bei den Olympischen Spielen in Athen 2004 warf Smith im Turnierverlauf neun Tore, die Mannschaft erreichte den siebten Platz.
Es folgten ein elfter Platz bei den Weltmeisterschaften 2005 und ein neunter Platz bei den Weltmeisterschaften 2007. 2007 besiegte das US-Team im Finale der Panamerikanischen Spiele wie vier Jahre zuvor die brasilianische Mannschaft. Beim olympischen Wasserballturnier 2008 in Peking gewann die Mannschaft aus den Vereinigten Staaten ihre Vorrundengruppe vor den Kroaten und den Serben. Im Halbfinale traf das Team wieder auf die Serben und siegte mit 10:5. Das Finale gewannen die Ungarn mit 14:10, die Mannschaft aus den Vereinigten Staaten erhielt die Silbermedaille. Smith warf zwei seiner drei Turniertore im Finale.
2009 bei den Weltmeisterschaften in Rom belegte die Mannschaft aus den Vereinigten Staaten in ihrer Vorrundengruppe den ersten Platz und bezwang im Viertelfinale die deutsche Mannschaft. Nach einer Halbfinalniederlage gegen Spanien verloren die Amerikaner im Spiel um Bronze gegen die Kroaten. 2011 belegte die US-Mannschaft den sechsten Platz bei den Weltmeisterschaften in Shanghai. Bei den Panamerikanischen Spielen 2011 besiegte das US-Team im Finale die Kanadier. Beim olympischen Wasserballturnier in London erzielte Smith drei Tore. Die Mannschaft erreichte den achten Platz.
Nachdem er die Weltmeisterschaften 2013 verpasst hatte, war Smith 2015 in Kasan wieder dabei und erreichte mit seinem Nationalteam den siebten Platz. Bei den Panamerikanischen Spielen 2015 gewann er mit dem US-Team seinen vierten Titel, diesmal wieder vor den Brasilianern. 2016 bei den Olympischen Spielen in Rio de Janeiro belegte die US-Mannschaft den zehnten Platz. Der 1,94 Meter große Centerverteidiger warf ein Tor gegen Frankreich.
2019 erreichte Smith mit dem Nationalteam den neunten Platz bei den Weltmeisterschaften in Gwuangju. Im Finale der Panamerikanischen Spiele 2019 siegte das Team aus den Vereinigten Staaten gegen Kanada. Bei den 2021 ausgetragenen Olympischen Spielen in Tokio nahm Jesse Smith an seinen fünften Olympischen Spielen teil und unterlag mit seiner Mannschaft im Viertelfinale den Spaniern. In den Platzierungsspielen erreichte die Mannschaft den sechsten Platz.
Jesse Smith besuchte die Coronado High School, graduierte an der Pepperdine University und machte seinen Master an der Hardin-Simmons University in Texas. Er spielte zunächst für das Team der Pepperdine University und dann für den New York Athletic Club.